# Linia kolejowa Petersburg – Moskwa
Linia kolejowa Petersburg – Moskwa (ros. Октябрьская железная дорога, początkowo Николаевская железная дорога od imienia cara Mikołaja I) – linia kolejowa o łącznej długości 649,7 km łączy dwa największe miasta Rosji. 
Linia jest najważniejszą arterią komunikacyjną w północno-zachodniej Rosji, obsługiwana przez Koleje Rosyjskie.
Od 1995 roku prędkość na linii wyniosła 200 kilometrów na godzinę dla regularnych połączeń pasażerskich; podróż z Moskwy do Petersburga trwała około 4h 30 min.
Po modernizacji z lat 2004-2009 prędkość regularnych połączeń została podniesiona. Od grudnia 2009 roku zmodernizowaną linią zaczął kursować pociąg Siemens Velaro z prędkością 250 km/h. W 2019 roku, linia pozwalała na rozwinięcie 250 km/h na długości 9 km torów; 220 km/h na długości 110 km; prędkość maksymalna na reszcie trasy wynosi przeważnie 200 km/h.
27 listopada 2009 miała miejsce katastrofa kolejowa Newskiego Ekspresu.